# Arboretum de l'université Stanford

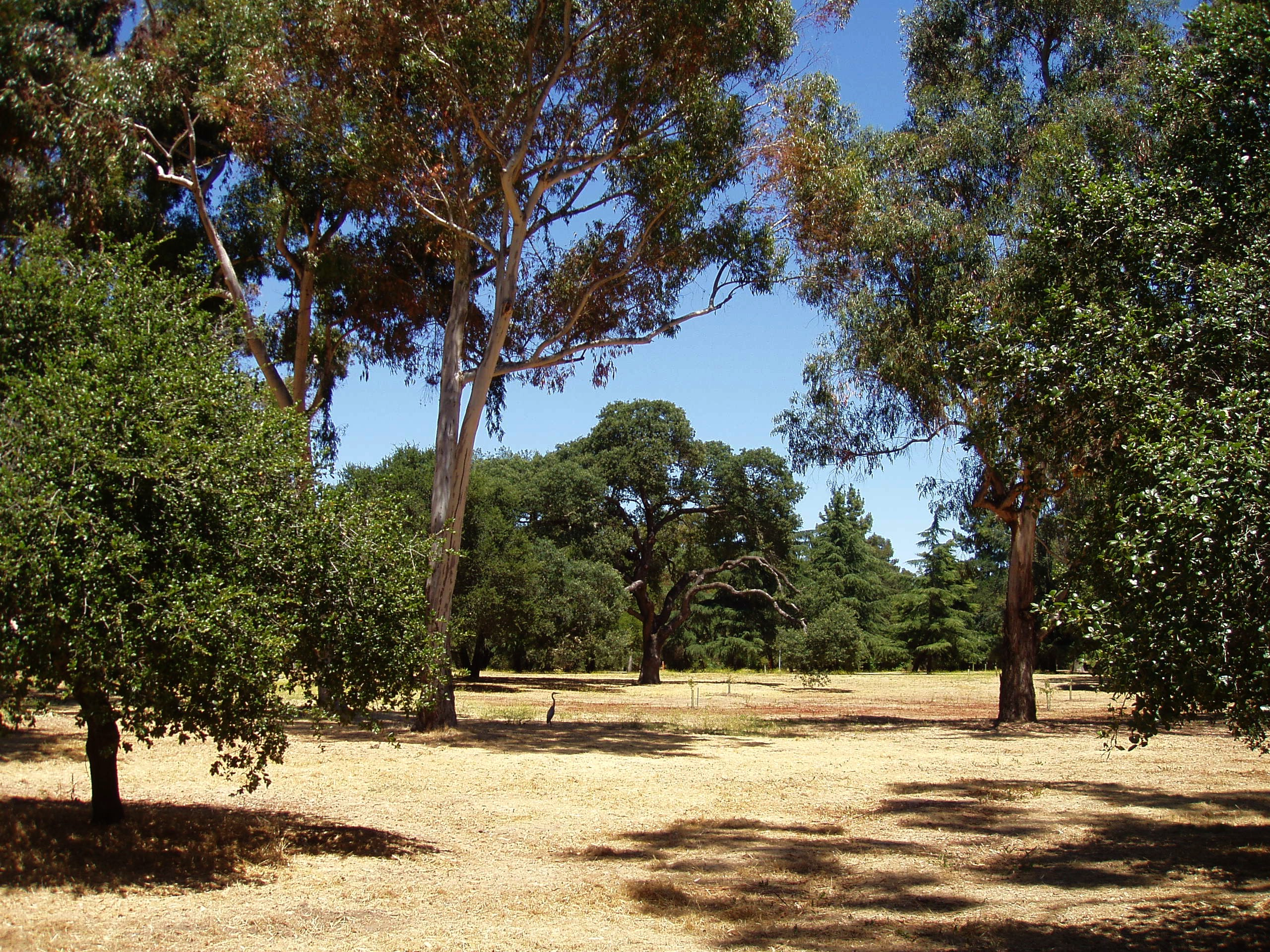
Arboretum de l'université Stanford

L'arboretum de l'université Stanford est un arboretum situé sur le terrain de l'université Stanford à Stanford, en Californie. L'arboretum contient plus de 350 espèces représentant 150 genres et soixante familles. L'arbre le plus commun est le chêne de Californie, bien que le chêne bleu et le chêne noir de Californie soient également représentés. Pendant des années, l'arboretum a été négligé, une certaine perte de diversité par rapport aux plantations d'arbres et d'arbustes originales des années 1880 et 1890, notamment pour les conifères, a été ainsi observée. Bien que la collection d'eucalyptus soit encore importante, au cours du dernier quart de siècle, on note également une perte importante d'espèces d'eucalyptus. On compte parmi les plus vieux spécimens d'arbres de l'arboretum un cèdre du Liban, un palmier de Californie , un sycomore de Californie, un palmier des Canaries, un chêne de Californie, un      cèdre de l'Himalaya, un chêne de Hampton, un mûrier rouge, un sapin de Santa Lucia, un pin de Torrey et un frêne blanc. Le jardin des cactus de l'Arizona et le mausolée Stanford sont situés dans l'arboretum.

## Sources et références
- (en) Cet article est partiellement ou en totalité issu de l’article de Wikipédia en anglais intitulé « Stanford University Arboretum » (voir la liste des auteurs).

- Trees of Stanford, Stanford Historical Society.

## Publications
- Ronald N. Bracewell, Trees of Stanford and Environs, Éd. Stanford Historical Society, 2005.